# Neodon irene
Neodon irene és una espècie de mamífer rosegador de la família dels cricètids. És endèmic de la Xina (Gansu, Qinghai, Sichuan, Tibet i Yunnan). Els seus hàbitats naturals són els prats alpins i els vessants de les muntanyes. És una espècie en risc mínim, és a dir, no sembla que hi hagi cap amenaça significativa per a la seva supervivència. El seu nom específic, irene, li fou assignat en honor d'Irene, una de les Hores de la mitologia grega.